# 彩雲出版
彩雲出版（さいうんしゅっぱん）は日本の出版社（発売は星雲社委託）。五行で縦書きだけがルールの詩歌形式、五行歌の普及に力を入れていた。
走れ！T校バスケット部、はシリーズ累計100万部を超えるヒットとなった。

## 刊行物
走れ！T校バスケット部